# Brandýs (zámek)
Zámek Brandýs stával v obci Brandýs (od roku 1771 č.p. 9), dnes se jedná o Český Těšín.

## Historie
Zámek byl postaven ve vsi Brandýs, která je poprvé zmiňována v roce 1496. Renesanční zámek si v polovině 16. století jako letní sídlo nechali vystavět těšínská knížata z rodu Piastovců. V roce 1608 byla na zámku Adamem Václavem Těšínským, knížetem Těšínským a z Velkého Hlohova vyhotovena darovací listina, což poukazuje na fakt, že se zde knížata zdržovala a také odtud vládla. Adam Václav zde v roce 1617 zemřel.
Po vymření Piastovců připadlo knížectví českému králi Ferdinandovi III. On, ani jeho potomci, však o knížectví nejevili zájem.
Roku 1722 postoupil Karel VI. panství vévodovi Leopoldovi Lotrinskému, jenž zřídil samostatnou těšínskou komoru, která sídlila v zámku v Brandýse. Po jeho smrti v roce 1731 knížectví získal František Štěpán Lotrinský, římský císař a manžel Marie Terezie. Dalším vlastníkem byl Josef II., který jej prodal své matce. Za vlastnictví Habsburků byl přestavěn ve stylu baroka. Marie Terezie knížectví postoupila své dceři Marii Kristině, manželce saského krále Alberta III. Po její smrti panství získal její manžel. Albert jako první z majitelů po vymření Piastovců pobýval v Těšíně, o zámek však ani on nejevil zájem. V této době zámek sloužil pro administrativu panství.
V roce 1918 zámek vlastnil stát a později jej vlastnilo město Český Těšín. Poté přešel do soukromých rukou a jeho stav se horšil. První část zámku byla zbořena v roce 1935, zbytek v roce 1953, ačkoliv je jednalo o nejstarší památku Českého Těšína.

### Umístění
Místo zaniklého zámku je dnes nachází na pozemcích (zahradách), které jsou vymezeny zástavbou v ulici Komorní na východě, Mánesovou na západě, Alšově na jihu a Nerudově na severu. Celý areál byl pravděpodobně na SV chráněn tzv. Vodním příkopem, který však byl v době regulace města zavezen.

## Galerie

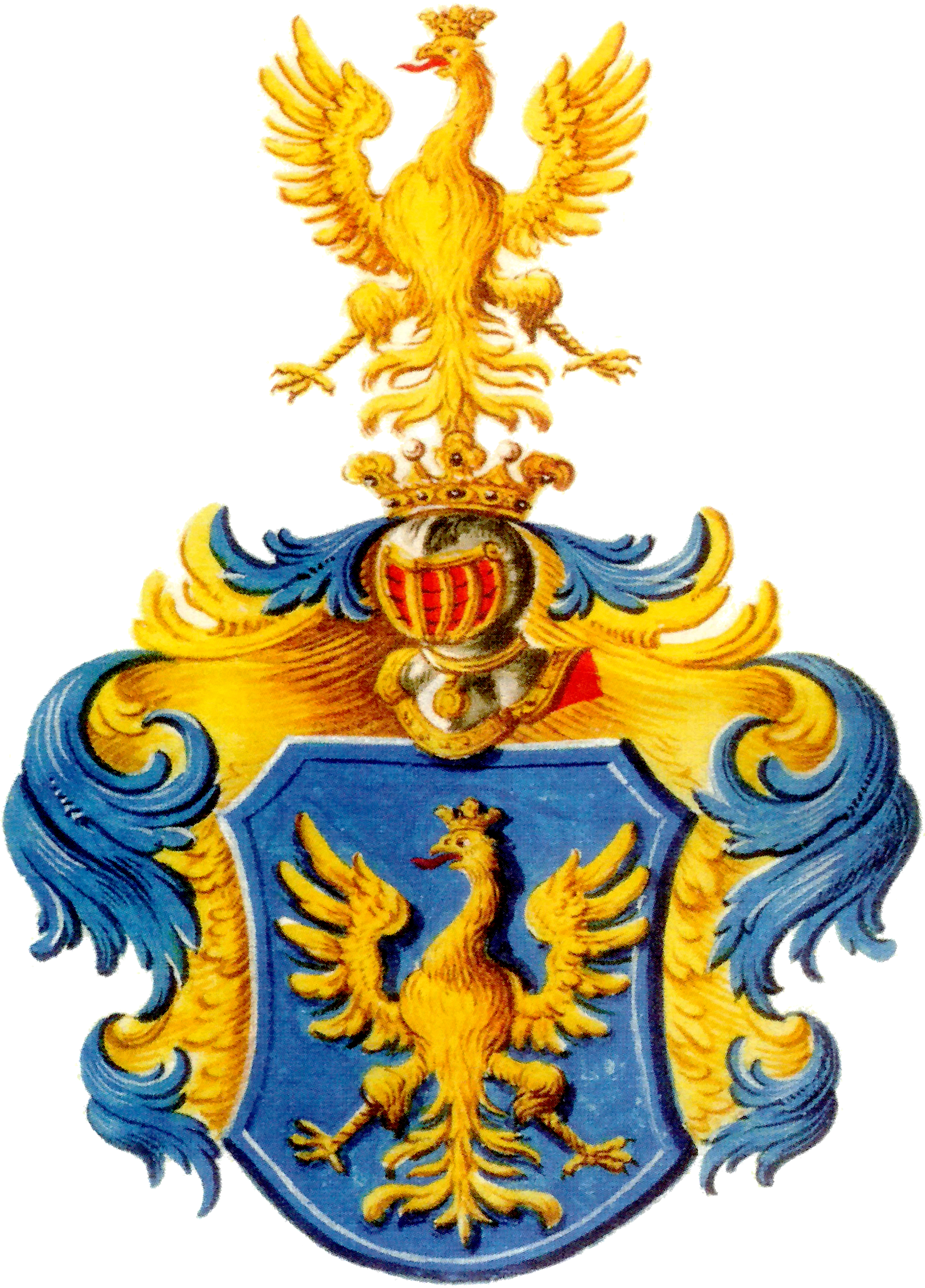
znak těšínských Piastovců
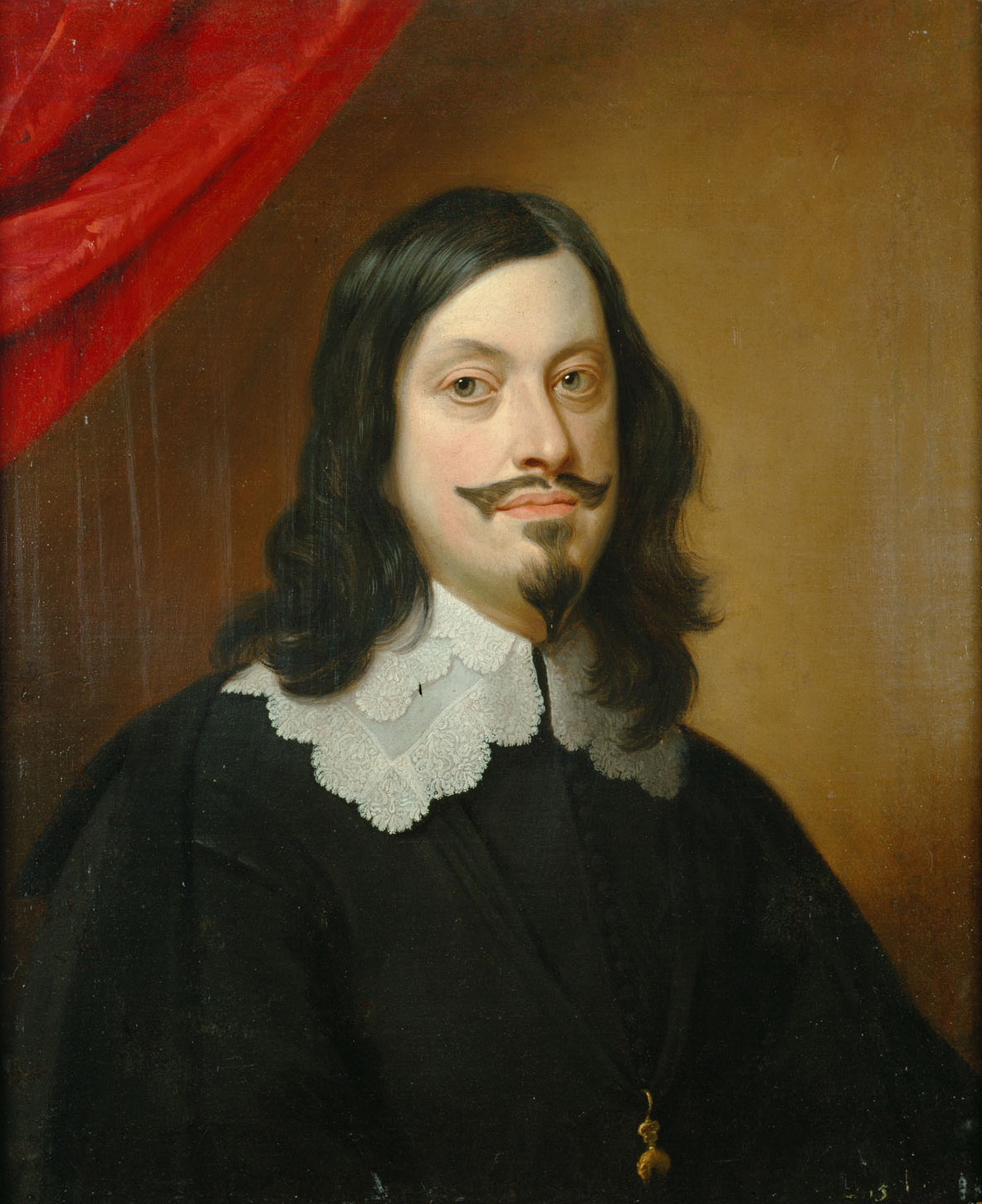
Ferdinand III.Habsburský
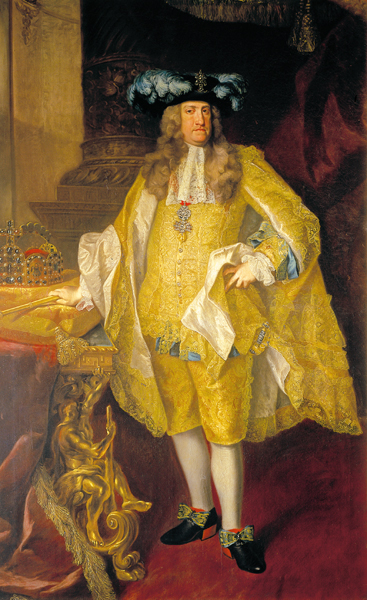
Karel VI. Habsburský
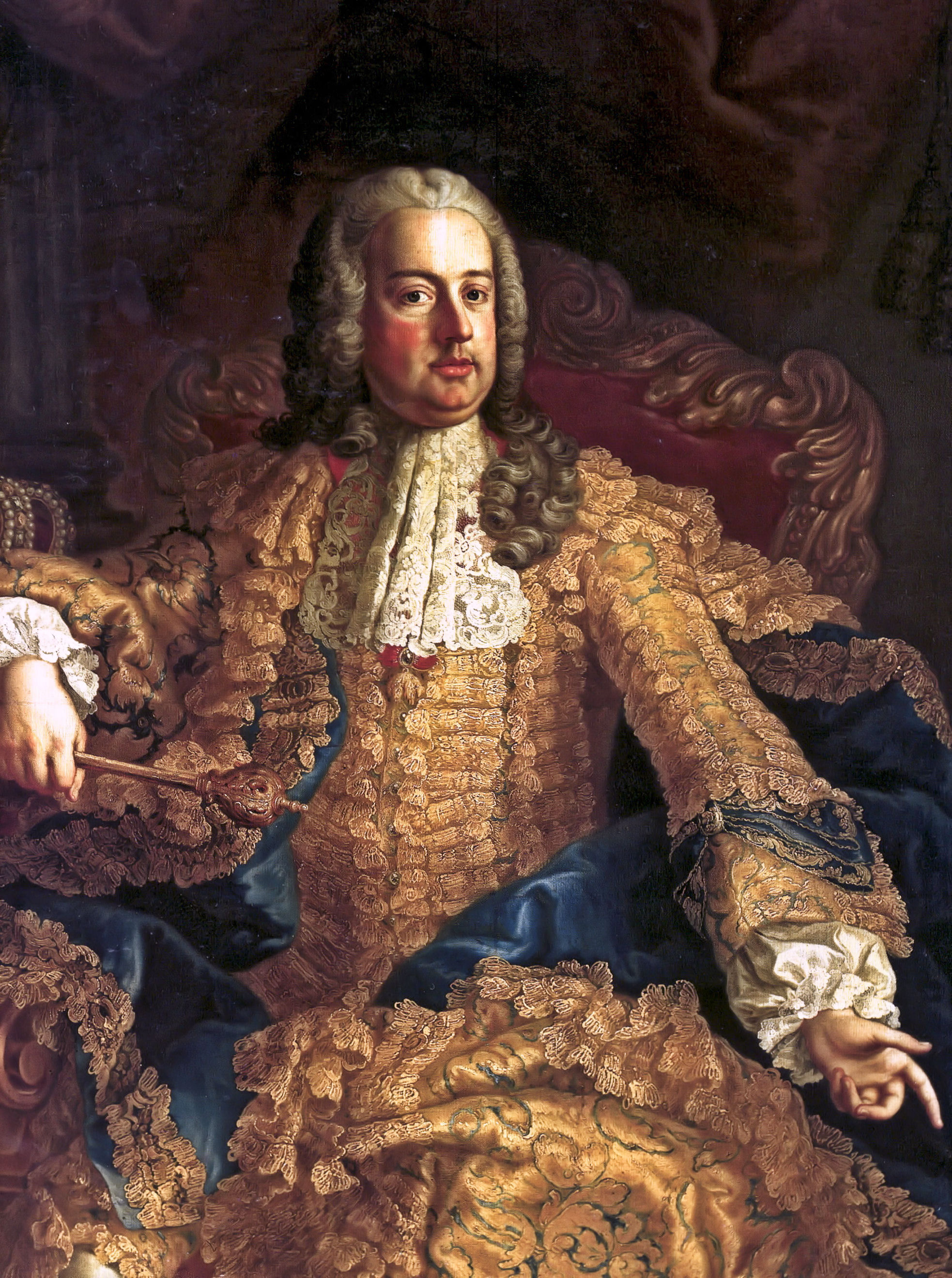
František Štěpán Lotrinský
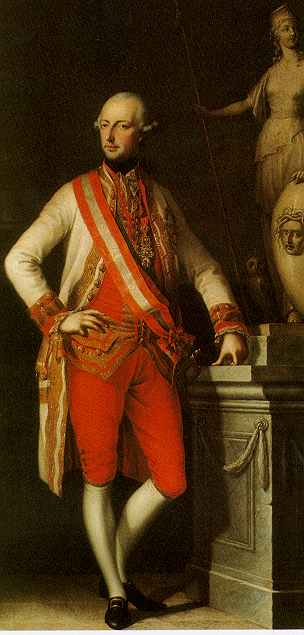
Josef II. Habsburský
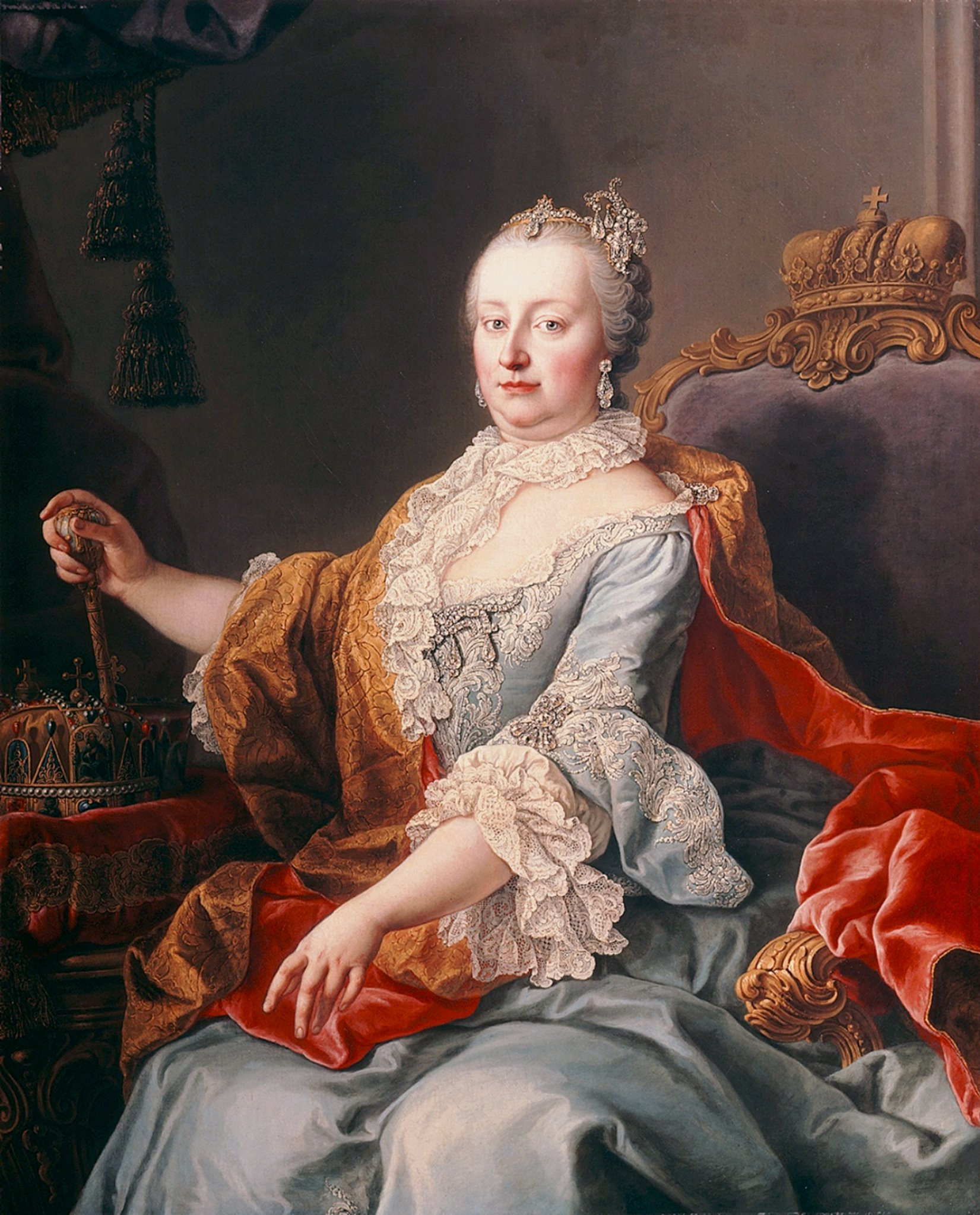
Marie Terezie
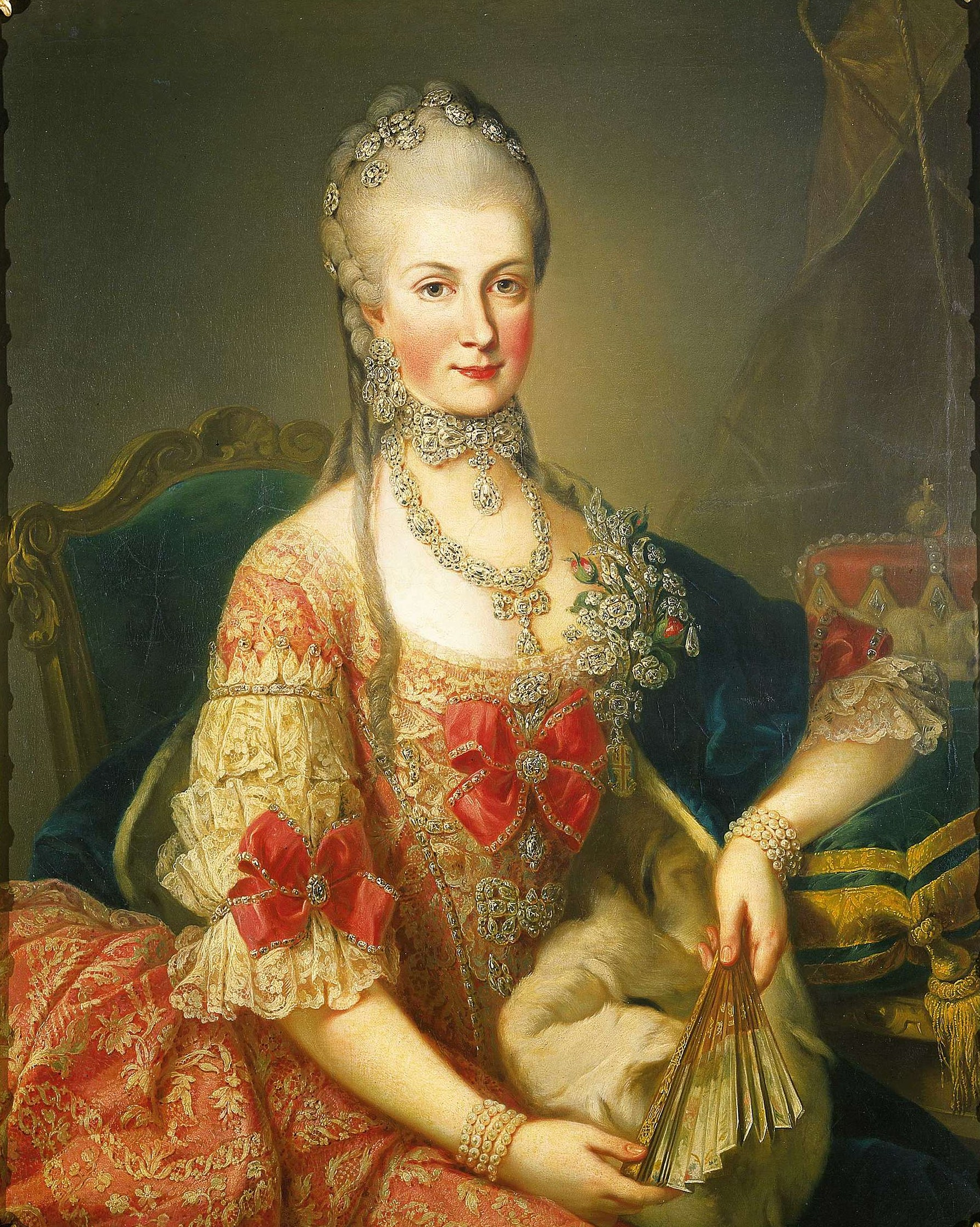
Marie Kristina Habsbursko-Lotrinská
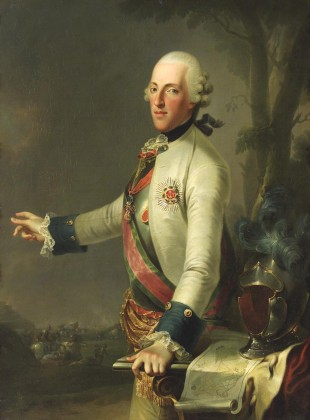
Albert Saský